# Galerie Schmela

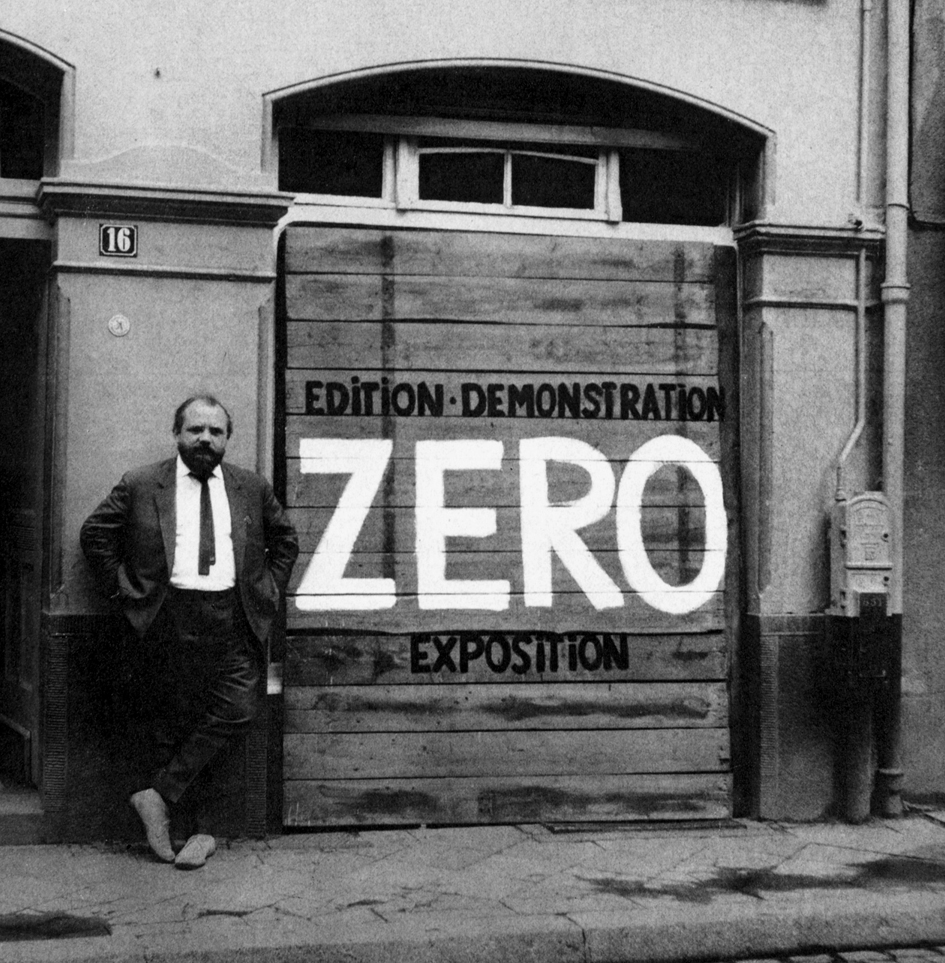
Alfred Schmela vor seiner ersten Galerie in der Düsseldorfer Altstadt, 1961

Die Galerie Schmela in Düsseldorf war eine von dem Kunsthändler Alfred Schmela 1957 gegründete Galerie. Sie gilt als eine der bedeutendsten und ersten privaten Kunstgalerien der Nachkriegszeit in der Bundesrepublik Deutschland. Das 1971 eröffnete Galeriehaus, gegenwärtig Schmela-Haus genannt, diente seit November 2009 der Kunstsammlung Nordrhein-Westfalen als dritter Standort für Ausstellungen und wurde ab Sommer 2020 an den Galeristen Hans Mayer und seinen Sohn Max vermietet.

## Die erste und zweite Galerie
Eröffnet wurde die Galerie am 31. Mai 1957 von Alfred Schmela in einem 9 × 3 Meter großen Ladenlokal in der Hunsrückenstraße 16–18 in der Düsseldorfer Altstadt mit der Ausstellung Proportions monochromes, bei der der damals noch unbekannte Maler Yves Klein zum ersten Mal in Deutschland seine monochromen Bilder zeigte. Die Eröffnungsrede hielt Pierre Restany. Die einmonatige Ausstellung bei Schmela war für Klein in weiterer Hinsicht erfolgreich: Neben einer großen Resonanz in der Presse lernte er auch die Künstler der neu gegründeten ZERO-Gruppe kennen. Und noch am Eröffnungstag bewarb er sich für die künstlerische Ausgestaltung des Musiktheaters Gelsenkirchen.
Am 5. Juli 1961 präsentierte sie die ZERO-Veranstaltung ZERO. Edition, Exposition, Demonstration, die mit einem ZERO-Fest in der Düsseldorfer Altstadt verbunden war. In der Galerie, die bis Dezember 1966 bestand, fand mit der 38 Arbeiten von Joseph Beuys umfassenden Ausstellung …irgend ein Strang… die erste Einzelausstellung des Künstlers innerhalb einer kommerziellen Galerie statt. Beuys führte am Eröffnungstag, dem 26. November 1965, die Aktion wie man dem toten Hasen die Bilder erklärt auf. Von Januar 1967 bis zum Frühjahr 1971 fand die Galerietätigkeit in den Räumen der Wohnung der Familie Schmela am Luegplatz 3 auf der Luegallee in Düsseldorf-Oberkassel statt. Da manch einer der Museumsdirektoren, Künstler, Sammler, Kritiker oder Galeristen gerne auch einmal länger blieb, wurde mittags Hausmannskost und samstags Eintopf mit einem Blech Hefekuchen gereicht. „The most human gallery in the world“ bemerkte einmal ein Kurator der Tate Gallery.

## Das Galeriehaus ab 1971

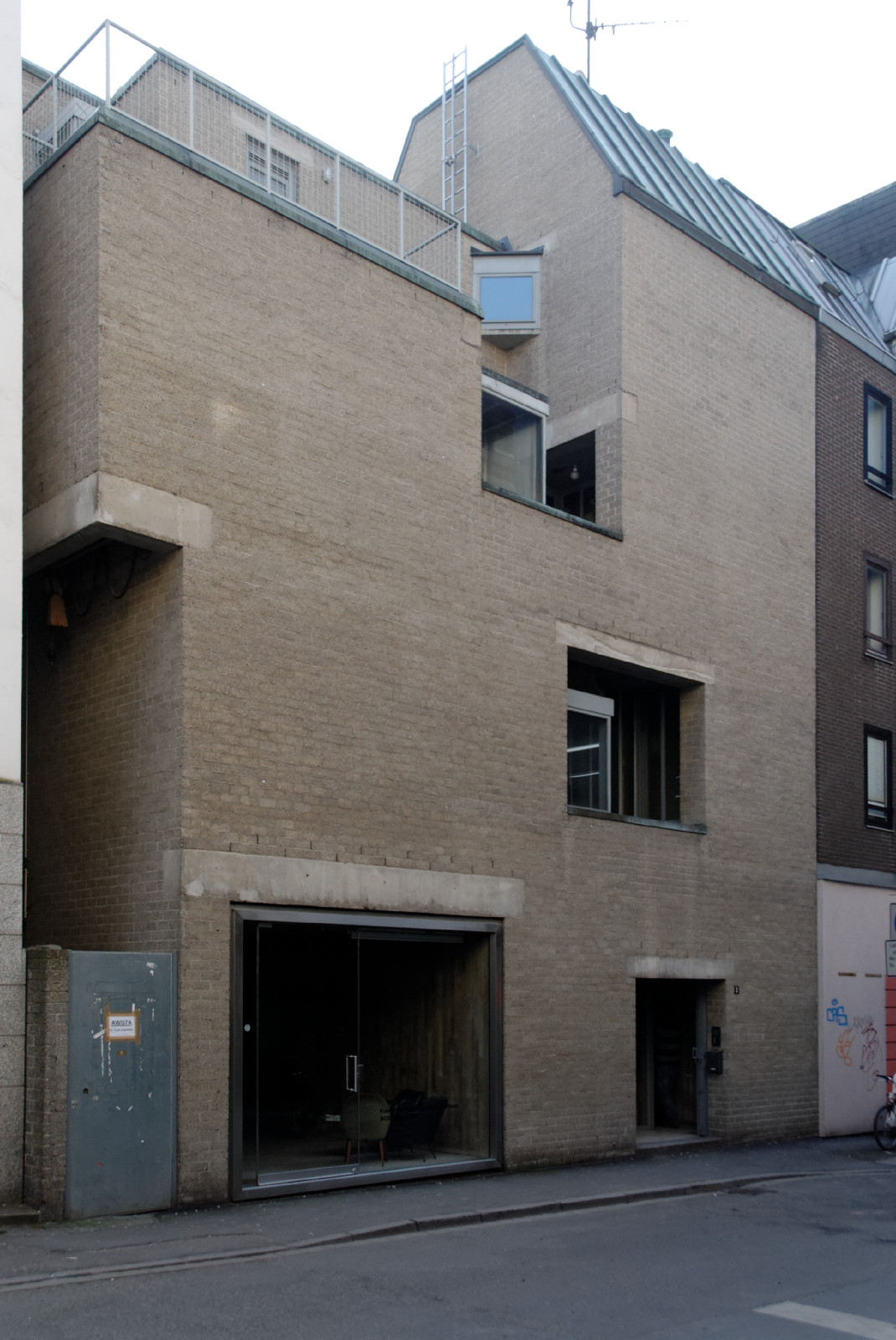
Schmela-Haus

Im September 1971 bezog die Galerie ein vom niederländischen Architekten Aldo van Eyck für Alfred Schmela entworfenes Wohn- und Galeriehaus in der Mutter-Ey-Straße 3 in Düsseldorf, das am 17. September 1971 mit einer Ausstellung der Installation Barraque D’Dull Odde von Joseph Beuys eröffnet wurde. Die Installation wurde noch während der Ausstellung von der Galerie an das Kaiser-Wilhelm-Museum in Krefeld verkauft, wo es heute noch zu sehen ist. Parallel zum Galeriehaus fanden Ausstellungen im Lantz’schen Park in Düsseldorf-Lohausen und für kurze Zeit in der Lantz’schen Villa, wo die Familie seit Oktober 1975 wohnte, statt. Nach Schmelas Tod im Jahr 1980 übernahmen seine Frau Monika Schmela und die Tochter Ulrike Schmela-Brüning die Galerie.
Nach dem Tod der Mutter verkaufte die Tochter das Gebäude im Jahr 2008 an das Land Nordrhein-Westfalen und schloss die Galerie, um nach Berlin umzuziehen.

### Beschreibung des Gebäudes
Das heute so genannte Schmela-Haus ist das bis 2009 als Galerie Schmela charakterisierte, seit 1996 denkmalgeschützte Gebäude in der Düsseldorfer Altstadt. Es wurde von 1967 bis 1971 von Aldo van Eyck im Stil des Strukturalismus errichtet und kostete mit einer Gesamtfläche von 378 m² etwa 500.000 DM. Bei der Eröffnung im Jahr 1971 war es außerdem das erste zu diesem Zweck errichtete Galeriegebäude der Bundesrepublik. Seit dem 11. November 2009 wurde das Gebäude neben dem K 20 und dem K 21 dritter Standort der Kunstsammlung Nordrhein-Westfalen in Düsseldorf, es wurde für Kunstausstellungen und Symposien genutzt. Seit September 2020 finden Ausstellungen der Galerie Hans Meyer im Schmela-Haus statt.
Die Außenschale des mehrschaligen Mauerwerks der Fassade wurde aus vorgefertigten Betonmauersteinen errichtet. Sichtbar blieben die Betonstürze über den Öffnungen. Das Gebäude hat fünf Stockwerke, zwei unterirdische und drei oberirdische. Im ursprünglichen Entwurf war vom Architekten in der Mitte des Gebäudes ein gläserner Zylinder als Verbindung vorgesehen, was jedoch vom Eigentümer Schmela zugunsten größeren Wohnraums abgeändert wurde. 1995 wurde das Gebäude umgebaut. Der Architekt Günter Zamp Kelp schloss die ursprüngliche Durchfahrt und baute sie zu einem Geschäfts- und Ausstellungsraum um.
Durch seine verschachtelten Innenräume aus nackten Bimsbetonsteinen, Betondecken und Marmorfußböden, zudem ausgestattet mit einer gemütlichen Sitzgruppe, wich das Galeriegebäude nach seiner Eröffnung auffällig von den sonst üblichen White-Cube-Ausstellungsräumen ab.

## Galerietätigkeit
Alfred Schmela stellte Werke von Jean Tinguely, Lucio Fontana, Arman, Robert Filliou, Gordon Matta-Clark aus, Künstler, von denen viele zum ersten Mal in Deutschland zu sehen waren. Zu seinem Programm gehörte gleichzeitig die erste Reihe deutscher Nachkriegskunst: Joseph Beuys, Norbert Kricke, Konrad Klapheck, Gerhard Richter, die ZERO-Künstler, Hans Haacke und Jörg Immendorff. Zudem stellte er als erster in Deutschland, wenn nicht sogar in Europa, die US-Amerikaner Sam Francis, Robert Indiana, Morris Louis, Gordon Matta-Clark, Robert Morris, Kenneth Noland, George Segal und Richard Tuttle aus.